# أرشي مافيجي
أرشيبالد بويس مونوابيسي مافيجي (30 مارس 1936 – 28 مارس 2007) عالم أنثروبولوجيا وناشط من جنوب أفريقيا. ولد فيما يعرف اليوم بمحافظة كيب الشرقية، وحاصل على شهادات من جامعة كيب تاون وجامعة كامبريدج. كان أستاذًا في العديد من الجامعات في أوروبا وأمريكا الشمالية وأفريقيا. أمضى معظم حياته المهنية بعيدًا عن نظام الفصل العنصري في جنوب أفريقيا بعد منعه من التدريس في جامعة كيب تاون في عام 1968.
في المنفى، شارك مافيجي في أنشطة مناهضة للفصل العنصري. ارتبط عمله في الأنثروبولوجيا ارتباطًا وثيقًا بنشاطه السياسي، واستخدم عمله الدراسي أداة لانتقاد الهياكل الاجتماعية والاقتصادية التي يرتكز عليها نظام الفصل العنصري في جنوب أفريقيا. اهتم بصفة خاصة بمسائل ملكية الأراضي وتخصيص الموارد، وذكر أن الفصل العنصري مبني على أساس التوزيع غير العادل للأراضي واستغلالها.
كان الماركسي مافيجي منظرًا جتماعيًا عرف بانتقاده للاستعمار، والتمييز العنصري، وأشكال أخرى من القمع في أفريقيا. كان عضوًا بارزًا في اليسار الأفريقي، انتقد التقاليد الأكاديمية الغربية، ودافع عن تطوير نهج متركز على الثقافة الأفريقية فيما يتصل بالنظرية الاجتماعية وعلم الإنسان. أثر المنظور الماركسي لمافيجي وإسهاماته في النظرية الاجتماعية الأفريقية على سعة مداركه ونشاطه في أفريقيا وخارجها. تركت أعماله أثرًا فيما يخص النقاشات حول الدراسية والنشاط في أفريقيا وخارجها. وقد أثر عمله على المناقشات حول الهوية الأفريقية، والحكم الذاتي، والاستقلال.

## حياته ومسيرته

### نشأته وتعليمه
ولد أرشيبالد بويس مونوابيسي مافيجي في 30 مارس 1936 في غوبنكسا، وهي قرية نائية في نغكوبو (ثيمبولاند)، مقاطعة كيب، اتحاد جنوب أفريقيا. أتى اسم مافيي إيزيدوكو (اسم عشائري) من جماعة مبوندوميز، وهي جماعة اثنية من شوسا. كان والده، بينيت، مدير مدرسة غوبنيكسا الإعدادية، وكانت والدته، فرانسس ليديا، معلمة تزوج والداه في لانغا، كيب تاون، في عام 1934، قبل انتقالهما إلى غوبنكسا، ثم إلى قرية نكامبيلي في تسولو. كان كلاهما عضوين في الكنيسة الميثودية الوسليانية. كان آرشي أكبر أشقائه السبعة، فويسوا (ولد 1940)، ومبولزي (ولد 1942)، خومبوزو أو سيخومبوزو (ولد 1944)، ومزنديل أو ملاملي (ولد 1947)، وثوثاما (ولد 1949)، ونانديفا (ولدت 1954).
في عامي 1951 و 1952، أكمل مافيجي شهادة الإعدادية في مدرسة نكابارا الثانوية، مدرسة ميثودية للتبشير في ويلوفال. هناك، قدم ناثانيل هونونو، مدير المدرسة ورئيس رابطة المعلمين في كيب أفريقيا، مافيجي وغيره من التلاميذ إلى سياسة حركة الوحدة غير الأوروبية (التي أعيدت تسميتها إلى حركة الوحدة في جنوب أفريقيا في عام 1964). اعتبرت المدرسة واحدة من أفضل المدارس الثانوية للسود في جنوب أفريقيا؛ إلا أنه بعد تطبيق قانون بانتو للتعليم عام 1953، استولت حكومة الفصل العنصري على المدرسة لاحقًا في عام 1956.
حصل مافيجي على شهادة الثانوية العامة في عام 1954 من مدرسة هيلدتاون الشاملة في فورت بوفورت، مدرسة تبشيرية ميثودية، إلى جانب مجموعة من الخريجين مثل نيلسون مانديلا وروبرت سوبوكي. هناك، تأثر مافيجي عميقًا بليفنغستون ماكوتسي، معلم تاريخ، وابتدأ يشارك بنشاط في الفرق المرتبطة بحركة الوحدة غير الأوروبية. يؤكد بونغاني نيوكا أنه في هيلديتاون، أصبح أرتشي ملحدًا راديكاليًا. انضم مافيجي إلى جامعة فورت هير المحلية، وهي جامعة للسود في كيب الشرقية، في منتصف عام 1955 لدراسة علم الحيوان، لكنه غادرها بعد عام واحد.
التحق مافيجي بجامعة كيب تاون في عام 1957، وانضم إلى أقلية تضم أقل من عشرين طالبًا من غير البيض في حرم جامعي من 5000 آلاف طالب. في جامعة كيب تاون، التحق في البداية لنيل درجة البكالوريوس في علم الأحياء، لكنه فشل في اجتياز الدورات المطلوبة. ذكر مافيجي أنه خلال دراسته علم الأحياء في أواخر الخمسينات، مر بمواقف عنصرية مع أساتذته البيض الذين نادوه «بالآخر». انتقل لدراسة علم الإنسان في عام 1959. في عام 1960، حصل على بكالوريوس في الآداب في علم الاجتماع الحضري مع مرتبة الشرف، تلاه ماجستير في الآداب مع درجة التيمز في علم الإنسان السياسي، قبل مغادرته الجامعة في عام 1963. في جامعة كيب تاون، كان فردًا في جمعية الشباب في أفريقيا، واتحاد طلبة شبه جزيرة كيب.
عقد مافيجي برفقة فرانسيز ويلسون (ابن مرشده ومشرفه المستقبلي مونيكا ويلسون)، إلى جانب فيكيل بام، مناقشات سياسية مع الطلاب الآخرين في «ساحة الحرية» أسفل مدرجات قاعة جيمسون. بينما كانوا مجبرين على قراءة أعمال لينين وتروتسكي للحصول على درجتهم، ذكر فيكيل بام أن مافيجي أشار مرارًا إلى لينين خلال نقاشاتهم النظرية والسياسية، وكان قادرًا على اقتباس الفقرات بدقة وحتى رقم الصفحة.مع ذلك، ذكر أصدقاء مافيجي أن بعض أعضاء جمعية الشباب في أفريقيا وجدوا أن فكره العقلاني وتفضيله للحجة النظرية أمر مزعج لأنهم اعتقدوا أنهم قضى وقتًا كبيرًا «يخالط البيض».
أشرفت مونيكا ويلسون على مشروع درجة الماسجيتر لمافيجي. استخدم مافيجي معرفته بلغة شوسا وعلاقات والده لإكمال عمل ميداني في لانغا بين نوفمبر 1960 وسبتمبر 1962. نشر مافيجي جزءًا من عمله المستقل، ثم كتبت مونيكا ويلسون ورقة علمية تستند إلى العمل بعنوان لانغا: دراسة للمجموعات الاجتماعية في بلدة أفريقية، نشرت ككتاب من مطبعة جامعة أكسفورد في عام 1963. في أوائل السبعينيات، ومع تزايد انتقاد مافيجي لأفكار علم الإنسان الغربية، أبعد مافيجي نفسه عن الكتاب، وأشار إلى أيديولوجية ويلسون الليبرالية المسيحية الكامنة، والليبرالية الانتفاعية باعتبارها قيودًا تفضل النهج النظري الأوروبي. أكمل مافيجي أيضًا عملًا ميدانيًا حول انتخابات ستينيات القرن العشرين والعمليات السياسية في منطقة غوندولن إم. كارتر.
في 16 أغسطس، تحدث مافيجي إلى مجموعة احتشدت بصورة غير قانونيًا، ونتيجة لذلك تم اعتقاله. أرسل إلى فلاغستاف للمثول أمام المحكمة. تم تغريمه وإعادته إلى كيب تاون بدلًا من محاكمته. انتقل مافيجي إلى المملكة المتحدة في البداية للعمل مساعد أبحاث في جامعة كامبريدج بعد أن أوصت به ويلسون، لكنه أكمل بعد ذلك دراسته لنيل درجة الدكتوراه في علم الإنسان الاجتماعي تحت إشراف أودري ريتشاردز في كلية كينجز، جامعة كامبريدج، في أواخر ستينيات القرن العشرين. أثناء عمله لنيل درجة الدكتوراه، عاش في أوغندا وأجرى دراسات استقصائية عن المزارعين الأفارقة، مع عمله محاضرًا في جامعة ماكيريري. انت أطروحة الدكتوراه بعنوان «الحراك الاجتماعي والاقتصادي في مجتمع الفلاحين: دراسة عن المزارعين التجاريين في بوغاندا».

راودت ريتشاردز شكوك حول أخلاقيات عمل مافيجي، والقدرة على أن يكون أكاديميًا، خصوصًا عند التعامل مع النظريات وتحليل النصوص والأعمال الميدانية. تتحدث رسالة من مافيجي إلى ريتشاردز بعد حصوله على درجة الدكتوراه عن علاقتهما:
«على الرغم أنك لا تلام شخصيًا، إلا أنك في الواقع فعلت كل ما استطعت، وتربطك علاقة بهذه التجربة في كامبريدج. تهمك المتكررة لي بأني كنت غير شاكر لك على مختلف الأمور التي قدمتها لي... لم تشعرني بأي تحسن. في الواقع، بدأت أتساءل لماذا استمريت في تقديم المساعدة لي أساسًا إذا كان ذلك هو شعورك تجاهي. أيًا كانت شكواك، فالأكيد هو إدراكي الكامل لكل ما فعلته لأجلي. لكن لأسبابي الخاصة، لم أكن لأسمح لنفسي بأن «أتبنى» من قبل أي شخص». 

## حياته الشخصية والمهنية

### الدراسة الجامعية
تولى مافيجي منصب محاضر أول في عام 1969، قبل أن يصبح أستاذًا ورئيسًا لقسم علم الاجتماع في جامعة دار السلام. إلا أنه أُصيب بجروح خطيرة في حادث سير عام 1971. مكث في أوغندا وأجرى دراسات استقصائية على المزارعين الأفارقة.
أصبح مافيجي رئيسًا لبرنامج التنمية العمرانية والقوى العاملة في معهد الدراسات الاجتماعية بين عامي 1972 و1975، حيث التقى لأول مرة بشهيدة الباز، وهي طالبة جامعية وناشطة سياسية من مصر والتي أصبحت زوجته لاحقًا. أصدرت الملكة يوليانا قرارًا بتعيينه أستاذًا بقسم علم الاجتماع والأنثروبولوجيا بموجب قانون برلماني في عام 1973، وكان عمره يناهز 36 عامًا. صدر قرار آخر بتعيينه أحد أمراء الملكة، مع نقش اسمه على إحدى الصفحات الزرقاء المرموقة للمديرية الوطنية الهولندية، كأحد الأفارقة الأوائل الذين حصلوا على هذا التكريم.
تأسس مجلس تنمية بحوث العلوم الاجتماعية في إفريقيا بمساعدة مافيجي في عام 1973 لتعزيز النهج المبني على الثقافة الافريقية وإقصاء المنظور الغربي من بحوث الوحدة الإفريقية. أصبح أرشي أستاذًا لعلم الاجتماع والأنثروبولوجيا في الجامعة الأمريكية بالقاهرة منذ عام 1992 وحتى عام 1994، كما اُختير أيضًا لقيادة مركز الأبحاث متعدد التخصصات بجامعة ناميبيا. عمل مافيجي كزميل أول ومحاضر زائر في العديد من الكليات ومراكز الأبحاث في أمريكا الشمالية وأوروبا وأفريقيا.
عاد مافيجي إلى جنوب إفريقيا في عام 2000 بعد مُضي أكثر من 30 عامًا في المنفى وتولى منصب زميل أبحاث في مركز النهضة الأفريقية في مؤسسة الأبحاث الوطنية. انضم إلى اللجنة العلمية بمجلس تنمية بحوث العلوم الاجتماعية الأفريقي في عام 2001. وحصل على العضوية الفخرية مدى الحياة بمجلس تنمية بحوث العلوم الاجتماعية الأفريقي في عام 2003 وأصبح عضوًا شرفيًا به في عام 2005.

## الحياة الشخصية والوفاة
تزوج مافيجي من شهيدة. أنجبا خمسة أطفال، نانديفا مافيجي، ولومكو نكانيوزا مافيجي، ولونجيزا نكانيوزا مافيجي، وزولاني مافيجي، ودانا مافيجي. تُوفي مافيجي في 28 مارس 2007 بمدينة بريتوريا.

### الجوائز والأوسمة
ترشح مافيجي لزمالة الأكاديمية الأفريقية للعلوم عام 1986. حصل على العضوية الفخرية مدي الحياة بمجلس تنمية بحوث العلوم الاجتماعية الأفريقي في عام 2003 وأصبح عضوًا شرفيًا به في عام 2005.
منحت جامعة كيب تاون مافيجي بعد وفاته درجة الدكتوراة الفخرية في العلوم الاجتماعية، وأطلقت منحة دراسية على شرفه وأعادت تسمية غرفة اجتماعات الاعتصام إلى غرفة مافيجي مع لافتة تكريم مكتوبًا عليها اسمه، والتي تقع الآن أمام غرفة اجتماعات مجلس الشيوخ التي اجتمع بها المتظاهرون طوال احتجاجاتهم. كما أنشأت جامعة كيب تاون منصب أستاذية أرشي مافيجي في الدراسات الإنسانية النقدية والتحريرية.
أنشأت جامعة جنوب إفريقيا معهد أرشي مافيجي لأبحاث السياسات الاجتماعية التطبيقية في عام 2017. بالإضافة إلى ذلك، أطلقت مؤسسة تيسو منحة أرشيبالد مافيجي للدكتوراة في عام 2014.